# Tunisia ai Giochi della XXXIII Olimpiade
La Tunisia ha partecipato ai Giochi della XXXIII Olimpiade, svoltisi a Parigi dal 26 luglio all'11 agosto 2024  con una delegazione di 27 atleti, 13 uomini e 14 donne, in 13 sport e 15 discipline.
I portabandiera alla cerimonia di apertura sono stati Salim Jemai e Khadija Krimi.

## Medagliere
| Medaglia | Nome                    | Sport     | Evento                        |
| -------- | ----------------------- | --------- | ----------------------------- |
| Oro      | Firas Katoussi          | Taekwondo | 80 kg maschile                |
| Argento  | Farès Ferjani           | Scherma   | Sciabola individuale maschile |
| Bronzo   | Mohamed Khalil Jendoubi | Taekwondo | 58 kg maschile                |

## Delegazione
| Sport             | Uomini | Donne | Totale |
| ----------------- | ------ | ----- | ------ |
| Atletica leggera  | 2      | 1     | 3      |
| Canoa/kayak       | 2      | 0     | 2      |
| Canottaggio       | 1      | 2     | 3      |
| Judo              | 0      | 2     | 2      |
| Lotta             | 2      | 2     | 4      |
| Nuoto             | 1      | 1     | 2      |
| Pugilato          | 0      | 1     | 1      |
| Scherma           | 1      | 1     | 2      |
| Sollevamento pesi | 1      | 0     | 1      |
| Taekwondo         | 2      | 2     | 4      |
| Tennis            | 1      | 0     | 1      |
| Tiro con l'arco   | 0      | 1     | 1      |
| Tiro              | 0      | 1     | 1      |
| Totale            | 13     | 14    | 27     |